# Furina dunmalli
Furina dunmalli là một loài rắn trong họ Rắn hổ. Loài này được Worrell mô tả khoa học đầu tiên năm 1955.